# Holiday (chanson de Lil Nas X)
Pour les articles homonymes, voir Holiday.
Singles de Lil Nas X
Rodeo (remix) (en)
(2020) Montero (Call Me by Your Name)
(2021)
Holiday est une chanson du rappeur américain Lil Nas X. Elle est sortie le 13 novembre 2020 chez Columbia Records, en tant que premier single de son premier album Montero,. Un aperçu de la chanson, intitulé The Origins of Holiday, a été publié le 8 novembre. C'est une chanson sur le thème de Noël, décrite comme un single bouche-trou entre son premier EP 7 et le single de suivi Montero (Call Me by Your Name).

## Vidéos de musique

### The Origins of Holiday(bande-annonce)
Le vidéoclip de la bande-annonce de The Origins of Holiday a été réalisé par Jason Koenig, et produit par Ron Perry (en), Saul Levitz, Bridgitte Pugh. On y voit Lil Nas X prendre l'identité du Père Noël, d'une manière similaire au personnage de Tim Allen dans le film Super Noël de 1994, et Michael J. Fox incarner le personnage de Marty McFly de la série de films Retour vers le futur.

### Holiday
Le clip Holiday a été réalisé par Gibson Hazard et Lil Nas X, et met en scène Lil Nas X en tant que Père Noël futuriste dans son atelier le 24 décembre 2220.

## Promotion

### ConcertRoblox
Le 10 novembre 2020, Roblox a annoncé le Lil Nas X Concert Experience, qui a commencé le 14 novembre 2020 à 13 heures PST. Le concert a été utilisé pour promouvoir le single, avec Lil Nas X chantant une variété de ses chansons populaires à travers un grand avatar,. L'événement a été largement considéré comme un succès, avec 33 millions de vues.